# Family Radio Service

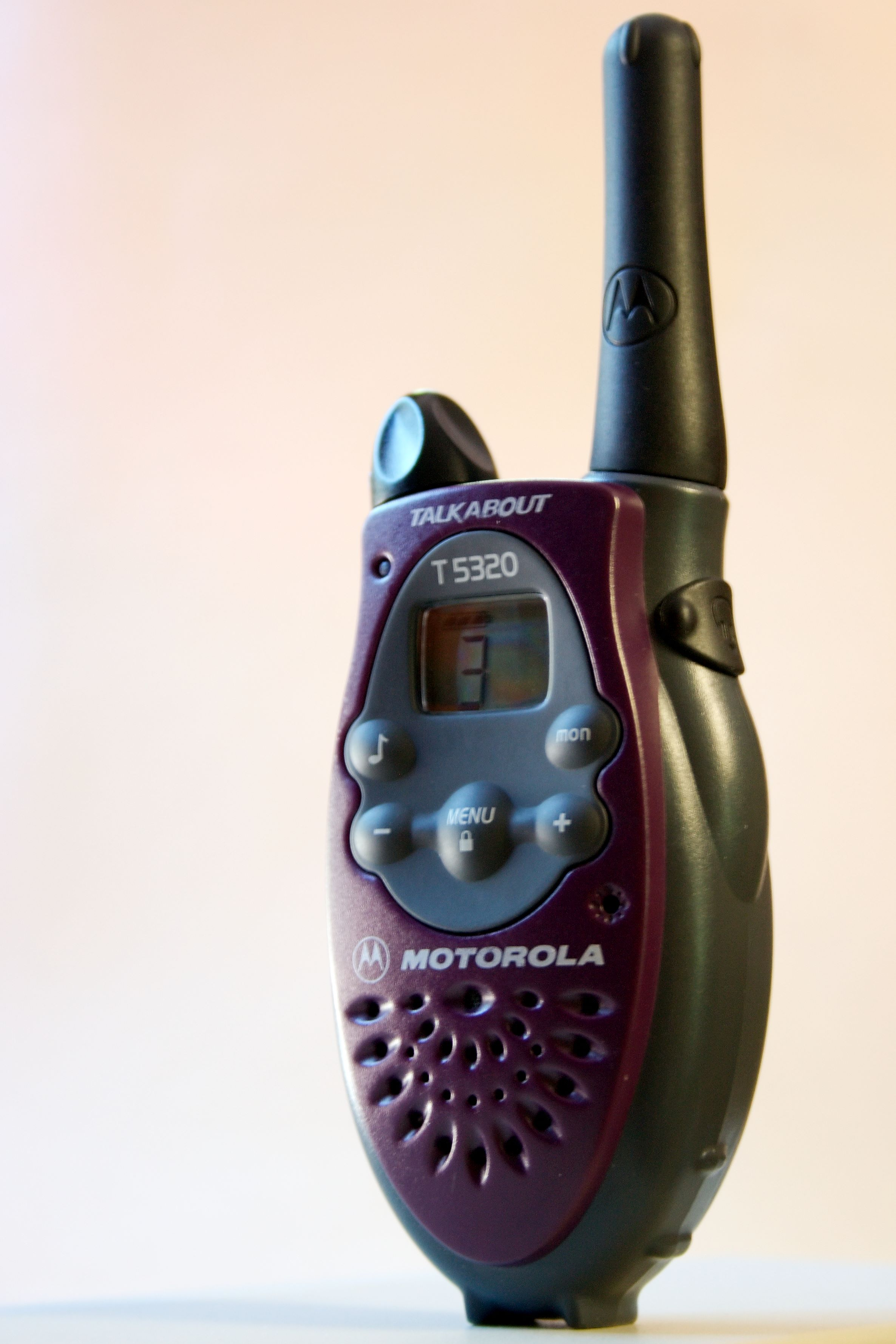
Классический пример, Motorola Talkabout T5320

FRS (эф-эр-эс) — безлицензионная система персональной подвижной радиосвязи на коротких расстояниях в странах Северной и Южной Америки в диапазоне ультравысоких частот (УВЧ) (англ. Ultra-high frequency, UHF) на частотах около 462 МГц и 467 МГц. Является аналогом европейской системы PMR (Private Mobile Radio). Аналогично последней, это также аналоговая система, использующая тот же диапазон радиоволн (UHF), частотную модуляцию, такую же сравнительно небольшую выходную мощность — до 500 милливатт.
Говоря проще, это рации небольшой мощности для связи на сравнительно коротких расстояниях. Никаких лицензий на пользование ими в некоторых странах (например, в США) не требуется.

## Технические характеристики
Радиостанции FRS используют узкополосную частотную модуляцию (NBFM) с максимальным отклонением в 2,5 килогерца. Каналы расположены с интервалом в 12,5 килогерц.
После 18 мая 2017 года мощность радиостанций FRS ограничена 2 Ваттами на каналах 1-7 и 15-22. Ранее мощность радиостанций FRS была ограничена 500 милливаттами. Все 22 канала являются общими для GMRS.

## Назначение, варианты применения
- Удобны для связи при езде на велосипеде, несколькими автомобилями, для пешего туризма, кемпинга, катания на лодках, рыбалки, чтобы оставаться в контакте с членами семьи на природе, в торговых центрах, парках развлечений, около дома и т. д.
- В США предлагается для использования в зонах ураганов на случай бедствия для связи с поисковыми бригадами, спасателями (в случае неисправности сетей сотовой связи или невозможности ими воспользоваться). Для этого даже существует специальная инструкция[2][3].

## Дальность действия радиостанции
Зависит от особенностей местности и обеспечивает радиосвязь в радиусе до нескольких километров (в условиях прямой видимости); в городских условиях (строения, железобетонные конструкции, электромагнитное поле) радиус действия радиостанции может быть существенно ограничен.
Известен случай приёма сигналов радиостанции на удалении 535,8 км (Великобритания-Нидерланды). Правда, это исключение из правил, которое обусловлено спорадически возникшим прохождением радиоволн на дальние расстояния. Для данного диапазона частот это — редчайшее явление.

## Сравнение сGMRS[англ.]
- некоторые частоты этих двух систем совпадают, то есть рации FRS могут связываться с рациями GMRS на каналах 1-7 FRS;
- Если для FRS в США и некоторых других странах Северной и Южной Америки не требуется лицензия, то для GMRS в США она необходима, в некоторых странах запрещена в использовании, а в Канаде разрешена безлицензионно, как и FRS.
- Выходная мощность передатчика в FRS — 0,5 Вт, а в GMRS — может достигать 5 Вт (встречается упоминание о том, что вплоть до 50 Вт). Типичная выходная мощность портативных раций GMRS обычно находится в пределах 1-3 Вт.
- FRS используется только в виде небольшой ручной рации с маленькой антенной. GMRS позволяет использовать стационарное или возимое оборудование и полноразмерные антенны, а также использовать ретрансляторы.

## Используемые частоты
Всего известно 14 частот, МГц:
1. 462,5625
2. 462,5875
3. 462,6125
4. 462,6375
5. 462,6625
6. 462,6875
7. 462,7125
8. 467,5625
9. 467,5875
10. 467,6125
11. 467,6375
12. 467,6625
13. 467,6875
14. 467,7125

Из них частоты с № 1 по № 7 используются также в GMRS.
В продаже часто встречаются 22-канальные портативные рации, совмещающие эти два частично пересекающихся диапазона.
Вот пример из руководства пользователя для FRS/GMRS раций Motorola TalkAbout серий T8500, T8510, T8530, T8550:
| Номер канала в радиостанции | Частота, МГц | Описание |
| --------------------------- | ------------ | -------- |
| 1                           | 462,5625     | FRS/GMRS |
| 2                           | 462,5875     | FRS/GMRS |
| 3                           | 462,6125     | FRS/GMRS |
| 4                           | 462,6375     | FRS/GMRS |
| 5                           | 462,6625     | FRS/GMRS |
| 6                           | 462,6875     | FRS/GMRS |
| 7                           | 462,7125     | FRS/GMRS |
| 8                           | 467,5625     | FRS      |
| 9                           | 467,5875     | FRS      |
| 10                          | 467,6125     | FRS      |
| 11                          | 467,6375     | FRS      |
| 12                          | 467,6625     | FRS      |
| 13                          | 467,6875     | FRS      |
| 14                          | 467,7125     | FRS      |
| 15                          | 462,5500     | GMRS     |
| 16                          | 462,5750     | GMRS     |
| 17                          | 462,6000     | GMRS     |
| 18                          | 462,6250     | GMRS     |
| 19                          | 462,6500     | GMRS     |
| 20                          | 462,6750     | GMRS     |
| 21                          | 462,7000     | GMRS     |
| 22                          | 462,7250     | GMRS     |